# Lokale Dichtenäherung
Die lokale Dichtenäherung (LDA) ist eine Methode im Rahmen der Dichtefunktionaltheorie. Sie nähert die Austausch-Korrelations-Energie {\displaystyle E_{\text{xc}}} („x“ für englisch exchange, „c“ für correlation) eines Materials mit (schwach) variierender Ladungsdichte durch die des uniformen Elektronengases mit derselben Ladungsdichte an. In diesem Fall kann {\displaystyle E_{\text{xc}}} als reines Funktional der Elektronendichte geschrieben werden:
{\displaystyle E_{\text{xc}}=\int n({\vec {r}})\varepsilon _{\text{xc}}(n({\vec {r}}))d{\vec {r}}}
Dabei bezeichnet {\displaystyle n({\vec {r}})} die Ladungsdichte am Punkt {\displaystyle {\vec {r}}} und {\displaystyle \varepsilon _{\text{xc}}(n({\vec {r}}))} ist der Austausch-Korrelationsterm des homogenen Elektronengases, der zur Lösung des Problems gefunden werden muss.
Obwohl dies eine recht einfache Näherung ist, stellt sie sich in der Anwendung als sehr zuverlässig und genau heraus und bildet den Kern bei den meisten Berechnungen in der Dichtefunktionaltheorie (DFT). Selbst in Systemen mit stark variierender Dichte funktioniert sie noch überraschend gut.
Insgesamt tendiert die LDA dazu, Bindungsenergien etwas zu stark auszugeben, während Grundzustandsenergien von Atomen etwas zu niedrig herauskommen. Versuche, dies durch einen Gradiententerm der Dichte auszugleichen, um örtliche Dichteschwankungen zu erfassen, sind als GGA (engl. generalized gradient approximation) bekannt. GGA erhöht den Rechenaufwand, führt aber nicht in allen Fällen zu Verbesserungen der Genauigkeit.
Ein alternatives Verfahren stellt die "Weighted Density Approximation" dar.